# Astra2connect

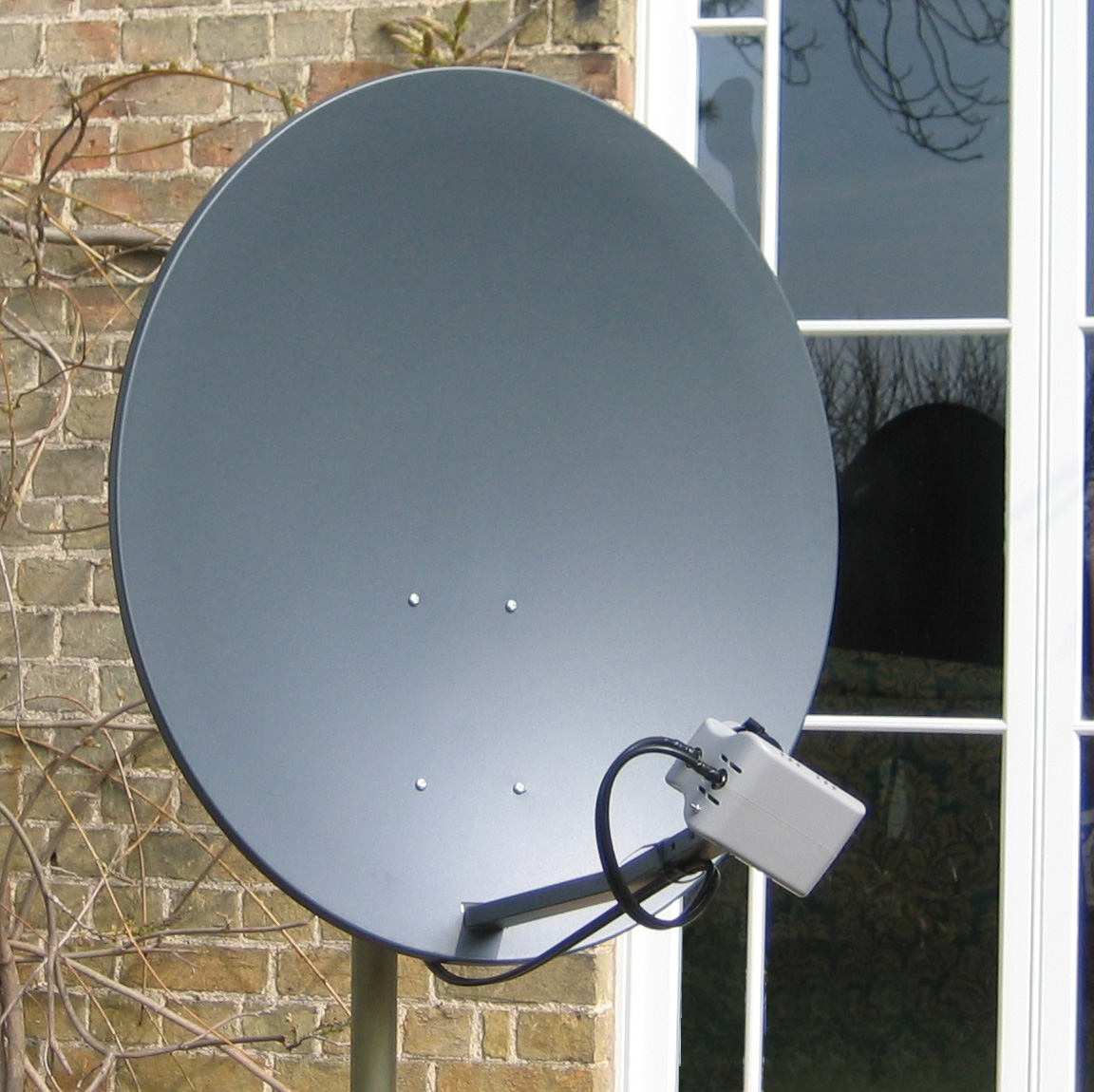
Antenne télévision extérieur mural de la société ASTRA2Connect

ASTRA2Connect est la marque  commerciale de l'opérateur de services Internet par satellite SES S.A qui exploite la flotte des satellites Astra. Ces services Internet sont commercialisés de manière indirecte dans toute l'Europe, dont la France, via des distributeurs.

## ASTRA2Connect en France
ASTRA2Connect est commercialisé en France par deux opérateurs : Vivéole et NordNet.